# Webheath
Webheath är en ort i distriktet Redditch, i grevskapet Worcestershire, i England. Webheath var en civil parish 1866–1933 när blev den en del av Redditch, Bentley Pauncefoot och Tutnall and Cobley. Civil parish hade 828 invånare år 1931.